# 西亞超級聯賽
西亞超級聯賽(West Asia Super League，WASL) 是國際籃球總會在西亞、海灣國家和印度舉辦的未來籃球比賽。該聯盟於2022年成立，並將於2022年11月開始首個賽季。聯賽將由18支球隊組成，分為兩個分區。

## 歷史
2022年3月31日，國際籃球總宣布成立西亞超級聯賽，該聯賽將於2022年11月開始與國家聯賽平行舉行。總部位於阿拉伯聯合大公國的的eVulpa公司被任命為商業權利的合作夥伴。

## 賽制
每個賽季都有18支球隊。西亞地區的8支球隊將以主客場比賽角逐分區冠軍，而海灣地區的8支球隊也以同樣方式比賽。每個賽區的前三名隊伍進入決賽。哈薩克籃球錦標賽和印度國家籃球聯賽的冠軍將加入聯賽的決賽。聯賽的冠亞軍將取得亞洲籃球俱樂部冠軍盃的參賽資個。